# سامان بی‌لی (اردهان)
سامان بی‌لی (به ترکی استانبولی: Samanbeyli) یک منطقهٔ مسکونی در ترکیه است که در اردهان واقع شده‌است.